# Helmeroth
Helmeroth település Németországban, Rajna-vidék-Pfalz tartományban. Lakosainak száma 209 fő (2023. december 31.).

## Népesség
A település népességének változása:
| Lakosok száma | 209  | 179  | 178  | 196  | 213  | 209  |
|               | 1975 | 2017 | 2019 | 2021 | 2022 | 2023 |